# Tipula corsica
Tipula corsica är en tvåvingeart som beskrevs av Pierre 1921. Tipula corsica ingår i släktet Tipula och familjen storharkrankar. Inga underarter finns listade i Catalogue of Life.